# 슬래시닷 효과
슬래시닷 효과(slashdot effect, slashdotting)는 유명 웹사이트가 규모가 더 작은 웹사이트를 링크할 때 막대한 트래픽 증가를 일으키는 것을 의미한다. 이로 인해 더 작은 사이트에 부하를 줄 수 있으며 속도를 느리게 하거나 심지어는 일시적으로 이용을 불가능하게 만들 수 있다. 이 이름은 기술 뉴스 사이트 슬래시닷이 웹사이트들을 링크함으로 인해 상당한 웹 트래픽가 유입된 데에서 비롯된 것이다. 그러나 유사 사이트들과의 경쟁, 유연한 스케일링이 가능한 클라우드 호스팅 플랫폼의 채택 등 원래의 환경들이 변화하면서 2005년 이후로 감소세가 보고되고 있다. 이 효과는 Fark, 디그, Drudge Report, Imgur, 레딧, 트위터 등 다른 웹사이트나 메타블로그와 관련되고 있으며 이를 통해 레딧 효과라는 이름 아래 farked, drudged 등의 용어가 만들어지게 되었다. 두들 주제의 결과 검색을 링크하는 구글 두들 또한 검색 결과 페이지로부터 높은 트래픽 증가를 나타내기도 한다. 일반적으로 정도가 덜 견고한 사이트들은 상당한 트래픽 증가에 대처하지 못해 이용이 불가능해지는데, 일반적인 원인은 충분한 데이터 대역폭이 제공되지 않아 서버가 많은 수의 요청, 즉 트래픽 할당량을 처리하지 못하기 때문이다. 공유 호스팅 서비스로 유지되는 사이트들이 슬래시닷 효과에 직면할 때 문제가 생기는 경우가 있다.
플래시 크라우드(flash crowd)는 네트워크나 호스트가 갑자기 상당한 트래픽을 수신하는 네트워크 현상을 기술하는 ('슬래시닷'처럼 특정 이름을 사용하지 않은) 더 일반화된 용어이다. 이는 종종 블로그나 뉴스 컬럼의 웹사이트의 출현으로 기인한다.

## 같이 보기
- 서비스 거부 공격
- 웹 트래픽
- 레딧 효과
- 스트라이샌드 효과
- 구글 검색